# Yehuda Neiman
Pour l’article homonyme, voir Neiman (homonymie).
Yehuda Neiman est peintre, photographe et sculpteur d'origine polonaise né à Varsovie (Pologne) le 22 octobre 1931 et mort à Eaubonne, le 4 juillet 2011. Il émigra en Palestine alors sous mandat britannique en 1940 et y vécut jusqu'en 1953. Il avait la nationalité française et israélienne.

## Biographie
Il quitte Varsovie le 1er septembre 1939 avec sa mère et un ami, Mordechai Tsanin (qui deviendra, ultérieurement, son beau père); son père, Ezekiel Moshe Neiman (1893-1956), les rejoignant plus tard. Ils s'installent en Palestine. Neiman étudie l'art à l'académie de peinture de Tel-Aviv (Israël) jusqu'en 1949/1950, puis voyage : Londres et Paris où il s'installe en 1954 pour poursuivre ses études aux Arts décoratifs.
Le jour de son arrivée, il rencontre Yves Klein au Select à Montparnasse. Rapidement, il fait la connaissance des nombreux artistes vivants dans le quartier, comme Tinguely, Hains ; il côtoie aussi César, Giacometti, Maryan, Camille Bryen, Halpern, Lan-Bar. Son travail d'alors — peinture à l'huile — fait l'objet d'expositions personnelles à Londres dès 1955 (New Vision Center, Obelisk Gallery, Drian Gallery).
Proche et ami de nombreux artistes désignés comme les Nouveaux Réalistes, il les retrouvent tous les soirs à La Coupole ; à la fermeture, ces bons vivants poursuivent au Falstaff et au Rosebud leur discussion sur l'art.
En 1958, Neiman expose à Rome, et à Milan. En 1959-1960, c'est au sein du groupe dit « informel » qu'il participe avec Hains et Villeglé à la première Biennale des jeunes.
En 1959, il commence à travailler la photographie, d'abord en peignant directement sur photo et ainsi réalise la série des « fleurs ».
En 1968, il est invité au Japon par le critique d'art Shinichi Segui, ainsi que Klein, Hunter-Wasser et Mathieu. La même année, il participe à une importante exposition érotique « Superlund, Erotic Art » organisée à Lund (Suède) par Phyllis et Eberhard Kronhausen ; le musée d'Art moderne de Rio de Janeiro acquiert un de ses « moulages directs ».
En 1969, Neiman figure à Photography into art, la première exposition de peintres qui se servaient de la photo comme Rauschenberg, Dibbets. Sont présents à cette manifestation de nombreux artistes anglais.
[à compléter]

## Son œuvre
Travaillant en peinture et en sculpture, il fut un précurseur au début des années 1960 de la projection de photographies sur différents supports, de la multiplication de l'image par des moyens de techniques photographiques, mais surtout de la restructuration de l'image figurative.
Rattaché le plus souvent au mec-art ([ou mec'art], « mechanical art »), il ne participa pas, à Paris, en octobre 1965, à l'exposition manifeste « Hommage à Nicéphore Niepce » (Galerie « J »), organisée par Pierre Restany. Mais il fut le premier à montrer une photo comme un tableau (galerie Raymond Cazenave, Paris, 1967). Avant l'ère de l'ordinateur, c'est-à-dire aussi des logiciels du travail de la photographie, Yehuda Neiman fait dans son travail un usage systématique de la technique alors disponible.
En même temps que Rotella, il met au point des moyens pour sensibiliser ou émulsionner les supports sur lequel il développe ses sujets, ses thèmes (femme, nu, détails féminins, visages, chevaux, portraits).
« Ses images de la chair sont belles comme l'amour », écrit Restany parlant des œuvres de Neiman.
Dès la fin de 1965, Neiman réussit par ses travaux à jeter le fondement d'une iconographie érotique moderne qu'il développe aussi dans ses sculptures et notamment ses moulages de détails du corps féminin, intérêt qu'il déclinera tout au long de son œuvre.

### Évolution
Neiman travaille d'abord à l'huile, et produit des tableaux d'inspiration abstraite (nuages) jusqu'en 1958. Aline Dallier-Popper écrit à son propos : "L'artiste emploie souvent un gris presque monochromique contemporain du bleu immatériel d'Yves Klein." 
Il aborde aussi dans ce sens les encres, il réalise des collages (rayogrammes), empreintes autour de 1960, et ses recherches sur le noir vont rapidement le faire déboucher sur la photo. L'usage du monochrome reviendra dans ses reports photo sur toile ou sur surface métallique.
Avec ce médium, puisque cet artiste se rapporte à la photo comme un peintre, Neiman place au centre de son art le corps féminin -soit pour en magnifier les détails en les multipliant (seins, fesses, sexe) soit comme trame de tableau abstrait (« femme paysage ») en portant une attention au grain.
Il abordera parallèlement une œuvre de sculpteur en travaillant à partir de moulages directs sur modèles, et par la taille du marbre. Comme dans ses photos, l'artiste isole ou monumentalise des parties du corps féminin, souvent il procède par multiplication du même motif. 
À partir des années 1980, il reprendra une peinture à l'huile mêlée de collages de cartes postales, tout en poursuivant les portraits photographiques qu'il a réalisés tout au long de son parcours. Ces travaux ont fait l'objet en 2001 d'une exposition de « portraits d'artistes » à Ibiza.
Certains de ses clichés sont repris sous différentes formes, techniques, matériaux ou tailles. Par exemple, Femme paysage, cliché de 1969, est tiré sur toile ou sur aluminium, dans divers formats et teintes, édité en bijou, au début des années 1980, puis réalisé, en 2005, en œuvre monumentale (200x180 cm) pour le Symposium de sculpture de Cantanhede (Portugal).

### Sculptures monumentales
- La Ronde (1966-1987), marbre, h45cm 120 cm de diamètre, The Open Museum, Tefen, Israël
- La Colonne (1966-1999), granit gris, 320x120 cm, Puyo, Corée, 1999
- Le Baiser, granit rose, Séoul, Corée, 2001
- Femme paysage (1969-2005), calcaire, 200x180 cm, Cantanhede, Portugal.

## Principales expositions
Expositions individuelles
- 1955 : Tel Aviv, Chemerinsky Gallery
- 1957 : Londres, New Vision Center
- 1958 : Londres, Obelisk Gallery ; Milan, Blù Gallery ; Rome, La Salita Gallery
- 1960 : Londres, Drian Gallery
- 1963 : Couper Gallery
- 1964 : Tel Aviv, Hadassa Gallery
- 1965 : Luxembourg, Luxembourg town Gallery
- 1967 : Milan, Schwarz Gallery ; Paris, Cazenave Gallery
- 1968 : Kyoto, Yamada Gallery ; Tokyo, Yoseido Gallery
- 1969 : Bruxelles, Aspects Gallery ; Tel Aviv, Mabat Gallery
- 1970 : Buenos Aires, Centre de Arte y Comunication ; Buenos Aires, National Museum of Argentina ; Essen, Thelen Gallery
- 1971 : Cologne, Thelen Gallery ; Cordoba, Modern Art Museum
- 1972 : Paris, "Chevaux", Samy Chalom Gallery
- 1974 : Milan, Eros (Serigraphs)
- 1975 : Milan, "Bon à tirer" ; Milan, Sirio (Bijoux)
- 1979 : Paris, La Closerie des Lilas
- 1982 : Paris, "Portraits", J.&J. Donguy
- 1988 : Paris, J.-P. Haïk Gallery
- 1989 : Midgal Tefen, Open Museum ; Formentera, Sa-Nostra
- 2001 : Ibiza (Espagne), Sala de Cultura Eivissa ; Formentera (Espagne), Sa-Nostra

Expositions posthumes
- Hommage à Neiman, novembre 2011, Galerie Vallois, Paris
- Homenatge a Yehuda Neiman, juillet 2012, Formentera, Espagne
- « Les érotiques » (1963-1968), Galerie Vallois, 2015, Paris dans le cadre de Photo Saint-Germain
- « Sérigraphies de Neiman », Chédigny (37), 2018
- January 29 – March 19, 2022, « Femme paysage et Fleurs », Gian Marco Casini Gallery (Livorno/ ITALY)
- May 13-15, 2022  Artefiera di Bologna Gian Marco Casini Gallery: Yehuda Neiman, solo show, Pad. 15 Stand B2
- July 3-August 3, 2022  exhibition of photos and photomontages at Massa-Carrara Palazzo Ducale organized by Gian Marco Casini Gallery and Roberto Peccolo Gallery

## Collections publiques
- Fonds national d'art contemporain, Paris (France)
- Musée de Berkeley, Californie (E.-U.)
- Kunstverein, Düsseldorf (Allemagne)
- Musée d'art moderne, Haïfa (Israël)
- Musée d'Israël, Jérusalem
- Musée d'art moderne, Rio de Janeiro (Brésil)
- Moderna Museet, Stockholm (Suède)
- Musée d'art moderne, Tel-Aviv (Israël)
- Musée d'art moderne, Berne (Suisse)
- Université de Tel-Aviv
- Musée d'art moderne de la ville de Paris
- Musée ouvert « Migdal Tefen », Galilée
- Bibliothèque nationale de France, Paris
- Maison européenne de la photographie

## Films
- Séquence sur Yehuda Neiman, in Van Belle, Paris top secret, Élysées Film Producteur, 1967
- Yehuda Neiman (scénario et réalisation), La Poupée, 1968-1969

#### Ouvrages
- Pierre Restany, Lyrisme et Abstraction, Milan, Ed. Apollinaire, 1960
- René Berger, Encyclopédie d'art moderne, Lausanne, Ed. Club du livre, 1964
- Gérard Zwang, Le Sexe de la femme, Paris, Ed. La Jeune Parque, 1967
- Pierre Restany, Les Nouveaux Réalistes, Paris, Ed. Planète, 1968
- Phyllis and Eberhard Kronhausen, Erotic Art, Ed. Grove Press, 1969
- Udo Kultermann, The New Sculptur, Ed. Thames & Huston, 1969
- Udo Kultermann, The New Painting, Ed. Pall Mall, 1970
- Pierre Cabanne et Pierre Restany, Avant-Garde du XXe siècle, Paris, Balland, 1970
- Pierre Cabanne, Art Erotic, 1971
- Pierre Cabanne, Dictionnaire d'Art Moderne, 1976
- Mec-art, Ed. Il Dialogo, Milan, 1979
- Edouard Jaguer, Le Surréalisme et la photographie, Paris, Flammarion, 1982
- Ionel Jianou, Gérard Xuriguera, Aube Lardera, La Sculpture moderne en France depuis 1950, Paris, Éditions d'art Arted, 1982

#### Principaux articles
- Pierre Restany, « Neiman », Plexus, no 5, 1966
- Jorge Glusberg, Analisis, 1968
- Amos Kenan, « Le Palais d'amour de Neiman », Yediot Achronot, 4 juin 1969
- Georges Boudaille, « Le Nouveau musée de Tel-Aviv », Les Lettres françaises, 5 mai 1971
- Pierre Cabanne, « Le Paysage de chair de Neiman », Le Matin, 9 mars 1979
- Jean Marcenac, « Les arts », Europe, mai 1979